# Tarzan am großen Fluß
Tarzan am großen Fluß (Originaltitel: Tarzan and the Great River) ist ein Abenteuerfilm aus dem Jahr 1967 von Robert Day nach Motiven der Tarzan-Erzählungen von Edgar Rice Burroughs. Der Film, der als Koproduktion der Vereinigten Staaten und der Schweiz entstand, ist das zweite von drei Tarzan-Abenteuern mit dem ehemaligen Footballprofi Mike Henry in der Titelrolle.

## Handlung
Tarzan, auf Besuch in Rio de Janeiro, erfährt, dass der Stammeshäuptling Barcuma, Anhänger des Leopardenkultes, Dörfer entlang des Amazonas terrorisiert und deren eingeborene Bevölkerung zur Sklavenarbeit zwingt. Als Tarzans Freund und Gastgeber von Barcumas Männern ermordet wird, macht sich Tarzan mit dem Schimpansen Cheetah und dem Löwen Baron auf die Suche nach Barcuma.
Am Amazonas lernt er Sam Bishop kennen, den Besitzer eines kleinen Frachtkahns. Bishops Handlanger ist Pepe, ein junger Eingeborener vom Stamm der Marakeet. Bishop willigt ein, Tarzan bis nach Calebah bringen, wohin er Medikamente liefern soll. Das Dorf Calebah ist jedoch von Leopardenmännern angegriffen und zerstört worden. Tarzan und Bishop finden die verstörte Ärztin Dr. Ann Phillips auf, die die Medikamente in Empfang nehmen sollte. Als die Ärztin sich erholt hat, will sie die Medikamente zu den Marakeet bringen, um einer Epidemie vorzubeugen.
Der Häuptling der Marakeet verweigert Dr. Phillips die Erlaubnis, die Stammesmitglieder zu impfen. Doch als Pepe sich freiwillig der Impfung unterzieht, sehen die Eingeborenen, dass die Impfung keinen Schaden hervorruft. Sie willigen nun ein, sich impfen zu lassen. Tarzan zieht nun weiter, um Barcuma zu finden. Er findet das Versteck der Leopardenmenschen, die ihre Sklaven nach Diamanten graben lassen. Zwischen Tarzan und Barcuma kommt es zu einem Kampf, bei dem Tarzan siegt. Der Tod Barcumas lässt den Leopardenkult zusammenbrechen. Bishop, Dr. Phillips und Pepe kehren in die Zivilisation zurück, während Tarzan noch eine Weile im Dschungel bleiben will.

## Hintergrund
Gedreht wurde die Produktion von Paramount Pictures, Banner Productions und Allfin A.G. in Brasilien.
Die Rolle von Tarzans Gegenspieler Barcuna übernahm der Olympiasieger im Zehnkampf von 1960, Rafer Johnson, der auch im dritten Tarzan-Abenteuer mit Mike Henry, Tarzan und der Dschungelboy, eine Rolle spielte.
Der Film wurde im September 1967 uraufgeführt. In Deutschland erschien er erstmals am 9. Juli 1968 in den Kinos.

## Kritiken
„Schön fotografiert […] gewöhnliche Geschichte, oftmals ungeschickt geschrieben“, befand Variety. Für das Lexikon des internationalen Films handelte es sich um ein „naives Dschungelabenteuer, das mit der klassischen Burroughs-Figur nur noch die Kulissen gemein hat; talentlos inszeniert, mit einigen für die Entstehungszeit deutlichen Grausamkeiten“.
Verglichen mit den älteren Tarzanfilmen sei Tarzan am großen Fluß „ein sehr sanfter und gelegentlich auch langweilender Ableger, der noch am besten in den üblichen Szenen mit allerlei helfenden Tieren gefällt“, urteilte der Evangelischer Filmbeobachter, der spottend weiter ausführte: „Wenn man nicht befürchtet, Kinder würden durch das geographisch unmögliche Sammelsurium von Tieren in ihrem Schulwissen irren (Löwen und Nilpferde in Südamerika!), kann man das sonst recht aufwandsarme Filmchen ab 12 gelten lassen.“

## Deutsche Fassung
Die deutsche Synchronfassung entstand 1967 durch die Berliner Synchron GmbH unter der Synchronregie von Dietmar Behnke nach dem Dialogbuch von Bodo Francke.
| Rolle            | Darsteller         | Synchronsprecher |
| ---------------- | ------------------ | ---------------- |
| Tarzan           | Mike Henry         | Edgar Ott        |
| Sam Bishop       | Jan Murray         | Arnold Marquis   |
| Dr. Ann Phillips | Diana Millay       | Renate Danz      |
| Barcuma          | Rafer Johnson      | Günter Briner    |
| Pepe             | Manuel Padilla jr. | Stefan Sczodrok  |
| Tarzans Freund   | Paulo Gracindo     | Kurt Waitzmann   |